# Brevet de technicien supérieur - Animation et gestion touristiques locales
Le brevet de technicien supérieur en animation et gestion touristiques locales, ou BTS AGTL, était une formation de l'enseignement supérieur français donnant accès aux métiers du tourisme réceptif. 
Les activités professionnelles liées au BTS AGTL concernaient notamment :
- La mise en place d'événements et manifestations (séminaires, congrès, salons, spectacles...)
- La mise en valeur du  patrimoine culturel (visites guidées...)
- L'élaboration et la diffusion de la documentation touristique locale (guides touristiques, brochures...)
- La gestion de l'animation des territoires et la participation au développement durable local.
- La création et la gestion d'unités d'accueil-loisirs (villages de vacances, parcs de loisirs...)

Cette formation était accessible aux étudiants français jusqu'à la rentrée 2011. Depuis la rentrée 2012, elle est remplacée par le BTS Tourisme.

## Organisation de la formation
| Matière | 1re année (vol. horaire hebdomadaire) | 2e année (vol. horaire hebdomadaire) |
| --- | ------------------------------------- | ------------------------------------ |
| Culture générale et expression                                                                                  | 2 h                                   | 2 h                                  |
| Communication en langue étrangère Langue vivante A : Anglais Langue vivante B : Espagnol, Italien, Allemand [*] | 3 h 3 h                               | 3 h 3 h                              |
| Analyse de l'espace territorial Analyse du patrimoine Analyse spatiale appliquée au tourisme                    | 2 h 3 h                               | 2 h 3 h                              |
| Économie et droit appliqués au tourisme                                                                         | 4 h                                   | 4 h                                  |
| Étude d'opérations touristiques Mercatique et gestion des organisations touristiques Techniques touristiques    | 4 h 4 h                               | 4 h 4 h                              |
| Actions professionnelles touristiques                                                                           | 8 h                                   | 8 h                                  |
| Patrimoine culturel et touristique régional (facultatif)                                                        | 2 h                                   | 2 h                                  |
| Langue vivante C (facultatif)                                                                                   | 2 h                                   | 2 h                                  |

[*] Il est parfois possible que la LVA soit l'Espagnol et que la LVB soit l'Anglais. Cela n'a de toute façon aucune importance car ces langues vivantes ont toutes les deux le même coefficient. 
12 à 14 semaines de stage en entreprise viennent ponctuer les deux années de formation. Dans le cadre des actions professionnelles touristiques, le candidat doit également concevoir plusieurs actions professionnelles de terrain (organisation d'évènements, mise en place de visites guidées...) ainsi qu'un projet touristique local. Stages, actions et projet constituent la dimension professionnelle du BTS AGTL et doivent être présentés à l'examen.

## Règlement d'examen
| Nature de l'épreuve                                                           | Unités      | Coef. | Forme       | Durée         |
| ----------------------------------------------------------------------------- | ----------- | ----- | ----------- | ------------- |
| Culture générale et expression                                                | U1          | 3     | écrite      | 4 h           |
| Communication en langue étrangère Langue vivante A Langue vivante B : Anglais | U21 U22     | 2 2   | orale orale | 30 min 30 min |
| Analyse de l’espace territorial                                               | U3          | 3     | écrite      | 4 h           |
| Économie et droit appliqués au tourisme                                       | U4          | 3     | écrite      | 4 h           |
| Étude d’opérations touristiques                                               | U5          | 3     | écrite      | 5 h           |
| Conduite et présentation de projets et d'actions touristiques                 | U6          | 4     | orale       | 1 h           |
| Patrimoine culturel et touristique régional [*]                               | facultative | 1     | orale       | 30 min        |
| Langue vivante C                                                              | facultative | 1     | orale       | 30 min        |

[*] Selon le référentiel, une note minimale de 12 sur 20 à l'option patrimoine culturel et touristique régional, en communication en langue étrangère et en conduite et présentation de projets et d'actions touristiques, permet au candidat d'obtenir la carte de guide-interprète régional.

## Poursuite d'études
Le BTS est conçu pour permettre une insertion directe dans la vie active. Cependant, les poursuites d'études suivantes sont possibles.
- Licence professionnelle

- Patrimoine
- Médiation culturelle
- Écotourisme
- Diplôme national de guide-interprète national
- Programme d'échange européen Erasmus